# Casa de la Vila (Sant Agustí de Lluçanès)
La Casa de la Vila és un edifici de Sant Agustí de Lluçanès (Osona) situat al nucli de l'Alou, inclòs a l'Inventari del Patrimoni Arquitectònic de Catalunya. L'edifici havia estat una escola, per la qual cosa popularment és coneguda com els Col·lègits i a principis del segle XXI és un edifici amb serveix d'administració de l'Ajuntament.

## Descripció
Edifici de planta rectangular i teulat a doble vessant, amb dos pisos. Els murs són fets de pedra i morter amb restes d'arrebossat modificat modernament. Les obertures estan reforçades amb maó menys la porta d'entrada, que té muntants de pedra i restes de la llinda amb la data de 1763. L'ordenació de la façana principal està formada per tres obertures al primer pis (antigament era una porta central i dues finestres, però actualment la finestra de la dreta és una porta) i tres obertures al segon pis, la central de les quals té balcó.

## Història
La llinda de la porta principal conserva la data de 1763. El nom de la casa conserva la funció d'escola per la qual va ser utilitzada. Actualment aquest edifici està dedicat a funcions comunitàries del veïnatge de l'Alou com a ajuntament. També hi ha les bústies de totes les cases del poble.